# Daggoo Peak
Der Daggoo Peak ist ein 905 m hoher und felsiger Berggipfel an der Oskar-II.-Küste des Grahamlands auf der Antarktischen Halbinsel. Er ragt 8 km westsüdwestlich des Tashtego Point an der Nordseite der Mündung des Flask-Gletschers in das Scar Inlet auf.
Geodätisch vermessen und fotografiert wurde er 1947 vom Falkland Islands Dependencies Survey. Das UK Antarctic Place-Names Committee benannte ihn 1957 nach dem Harpunier Daggoo in Herman Melvilles 1851 veröffentlichtem Roman Moby-Dick.